# .com
Ovaj članak govori o generičkoj vršnoj domeni .com. Za format datoteke vidi COM datoteka. Za ostala značenja vidi dot-com.
Naziv domene com je generička vršna domena (gTLD, engl. generic top-level domain) u sustavu naziva domena (engl. Domain Name System) Interneta. Naziv dolazi prema engleskoj riječi commercial što pokazuje originalnu svrhu za mreže generalno komercijalnog karaktera.
gTLD com izvorno je administriralo Ministarstvo obrane SAD-a dok danas njime upravlja Verisign. Registracije u com-u procesiraju se kroz registre akreditirane od ICANN-a. Registar prihvaća internacionalizirane nazive domena.
Domena je bila jedna od originalnih vršnih domena (TLDs) u Internetu kada je Domain Name System bio implementiran u siječnju 1985., a ostale su bile edu, gov, mil, net, org i arpa. Danas je ona narasla u najveću vršnu domenu.

## Povijest
Domena COM instalirana je kao jedan od prvih skupova vršnih domena kada je Domain Name System bio prvi put implementiran za korištenje na Internetu u siječnju 1985. godine. Domenom je administriralo Ministarstvo obrane SAD-a (DoD), no ministarstvo je ugovorilo održavanje domene s SRI Internationalom. SRI je stvorio DDN-NIC poznat također kao SRI-NIC ili jednostavno NIC (Network Information Center, hrv. Mrežni informacijski centar), tada dostupan online s nazivom domene nic.ddn.mil. S početkom 1. listopada 1991. ugovor o radu dodijeljen je Government Systems Inc. (GSI), koji je podugovorom pak isti dodijelio Network Solutions Inc. (NSI).
1. siječnja 1993. National Science Foundation preuzeo je odgovornost održavanja pošto je com primarno korišten za neobrambene interese. NSF je ugovorio rad s Network Solutionsom (NSI). Godine 1995. NSF je ovlastio NSI da počne naplaćivati registrantima godišnju pristojbu, po prvi put od začetka domene. U početku je naknada iznosila 50 USD godišnje tako da je 35 USD odlazilo NSI-ju, a 15 USD u vladin fond. Nove registracije morale su platiti prve dvije godine čime je registracijska naknada za novu domenu iznosila 100 USD. Godine 1997. Ministarstvo trgovine SAD-a preuzelo je vlast nad svim generičkim TLD-ovima. Trenutačno njime upravlja Verisign koji je preuzeo Network Solutions. Verisign je poslije odvojio neregistarske funkcije Network Solutionsa u zasebnu kompaniju koja nastavlja kao registrator. U engleskom jeziku domena se često izgovara zajedno s vodećom točkom, pa se obično čuje kao dot-com (u hrvatskom je izgovor točka-kom) te je na taj način ušla u svakodnevni govor.
Iako su com domene originalno bile namijenjene za označavanje komercijalnih entiteta (za razliku od vladinih agencija ili obrazovnih institucija koji su imali dodijeljene različite vršne domene), od sredine 1990-ih nisu postojale nikakve restrikcije o tome tko može registrirati com domenu. Komercijalizacijom i popularizacijom Interneta, domena com otvorena je za javnost pa je brzo postala najčešća vršna domena za websiteove, emailove i umrežavanje. Mnoge kompanije koje su cvale u periodu od 1997. do 2001. (vrijeme poznato kao „točka-com mjehurić”) inkorporirale su sufiks com u nazive kompanija, pa su postale poznate kao točka-comovi ili točka-com kompanije. Uvođenje biz-a 2001. godine, ograničenog na poslovanje, nije imalo nikakav utjecaj na popularnost com-a.
Iako kompanije bilo gdje u svijetu mogu registrirati com domene, mnoge zemlje imaju domene druge razine sa sličnom svrhom pod vlastitim državnim kodom vršne domene (ccTLD, engl. country code top-level domain). Takve domene druge razine obično su u obliku com.xx ili co.xx, gdje xx stoji umjesto ccTLD-a. Primjeri su Australija (com.au), Grčka (com.gr), Meksiko (com.mx), Južna Koreja (co.kr), Indija (co.in), Narodna Republika Kina (com.cn), Japan (co.jp) i Ujedinjeno Kraljevstvo (co.uk).
Mnogi nekomercijalni siteovi i mreže koriste com nazive radi dobrobiti od percipirane prepoznatljivosti com domene. Ipak, registracijska statistika pokazuje varirajuću popularnost tijekom godina.
Verisign izvjestio je 2008. godine da je registrirano približno 77 milijuna com domena.
Prema podacima iz ožujka 2009. godine, Verisign je izvjestio da domenu uslužuje 886 akreditiranih registratora.

## Transferne procedure
Domene se mogu transferirati među registrima. Prije listopada 2006. procedura koju je koristio Verisign bila je složena i nepouzdana – zahtijevala je da javni bilježnik provjeri identitet registranta koji zahtijeva transfer domene. U listopada 2006. Verisign uveo je novu proceduru koja je zahtijevala da sadašnji registar pruži autorizacijski kod za instrukcije o registrantu (također poznat kao kôd EPP) čime je reducirana incidencija otimanja domena.

## Popis najstarijih com domena
Sljedeće navedene domene čine 100 najstarijih postojećih registriranih com domena:
Vidi također: popis najstarijih trenutačno registriranih naziva internetskih domena
| Rang | Datum stvaranja     | Naziv domene  |
| ---- | ------------------- | ------------- |
| 1    | 15. ožujka 1985.    | symbolics.com |
| 2    | 24. travnja 1985.   | BBN.com       |
| 3    | 24. svibnja 1985.   | think.com     |
| 4    | 11. srpnja 1985.    | MCC.com       |
| 5    | 30. rujna 1985.     | DEC.com       |
| 6    | 7. studenog 1985.   | northrop.com  |
| 7    | 9. siječnja 1986.   | xerox.com     |
| 8    | 17. siječnja 1986.  | SRI.com       |
| 9    | 3. ožujka 1986.     | HP.com        |
| 10   | 5. ožujka 1986.     | bellcore.com  |
| 11   | 19. ožujka 1986.    | IBM.com       |
| 11   | 19. ožujka 1986.    | sun.com       |
| 13   | 25. ožujka 1986.    | intel.com     |
| 13   | 25. ožujka 1986.    | TI.com        |
| 15   | 25. travnja 1986.   | ATT.com       |
| 16   | 8. svibnja 1986.    | GMR.com       |
| 16   | 8. svibnja 1986.    | tek.com       |
| 18   | 10. srpnja 1986.    | FMC.com       |
| 18   | 10. srpnja 1986.    | UB.com        |
| 20   | 5. kolovoza 1986.   | bell-atl.com  |
| 20   | 5. kolovoza 1986.   | GE.com        |
| 20   | 5. kolovoza 1986.   | grebyn.com    |
| 20   | 5. kolovoza 1986.   | ISC.com       |
| 20   | 5. kolovoza 1986.   | NSC.com       |
| 20   | 5. kolovoza 1986.   | stargate.com  |
| 26   | 2. rujna 1986.      | boeing.com    |
| 27   | 18. rujna 1986.     | ITCorp.com    |
| 28   | 29. rujna 1986.     | siemens.com   |
| 29   | 18. listopada 1986. | pyramid.com   |
| 30   | 27. listopada 1986. | alphaDC.com   |
| 30   | 27. listopada 1986. | BDM.com       |
| 30   | 27. listopada 1986. | fluke.com     |
| 30   | 27. listopada 1986. | inmet.com     |
| 30   | 27. listopada 1986. | kesmai.com    |
| 30   | 27. listopada 1986. | mentor.com    |
| 30   | 27. listopada 1986. | NEC.com       |
| 30   | 27. listopada 1986. | ray.com       |
| 30   | 27. listopada 1986. | rosemount.com |
| 30   | 27. listopada 1986. | vortex.com    |
| 40   | 5. studenog 1986.   | alcoa.com     |
| 40   | 5. studenog 1986.   | GTE.com       |
| 42   | 17. studenog 1986.  | adobe.com     |
| 42   | 17. studenog 1986.  | AMD.com       |
| 42   | 17. studenog 1986.  | DAS.com       |
| 42   | 17. studenog 1986.  | data-IO.com   |
| 42   | 17. studenog 1986.  | octopus.com   |
| 42   | 17. studenog 1986.  | portal.com    |
| 42   | 17. studenog 1986.  | teltone.com   |
| 49   | 11. prosinca 1986.  | 3Com.com      |
| 49   | 11. prosinca 1986.  | amdahl.com    |

| Rang | Datum stvaranja     | Naziv domene   |
| ---- | ------------------- | -------------- |
| 49   | 11. prosinca 1986.  | CCUR.com       |
| 49   | 11. prosinca 1986.  | CI.com         |
| 49   | 11. prosinca 1986.  | convergent.com |
| 49   | 11. prosinca 1986.  | DG.com         |
| 49   | 11. prosinca 1986.  | peregrine.com  |
| 49   | 11. prosinca 1986.  | quad.com       |
| 49   | 11. prosinca 1986.  | SQ.com         |
| 49   | 11. prosinca 1986.  | tandy.com      |
| 49   | 11. prosinca 1986.  | TTI.com        |
| 49   | 11. prosinca 1986.  | unisys.com     |
| 61   | 19. siječnja 1987.  | CGI.com        |
| 61   | 19. siječnja 1987.  | CTS.com        |
| 61   | 19. siječnja 1987.  | SPDCC.com      |
| 64   | 19. veljače 1987.   | apple.com      |
| 65   | 4. ožujka 1987.     | NMA.com        |
| 65   | 4. ožujka 1987.     | prime.com      |
| 67   | 4. travnja 1987.    | philips.com    |
| 68   | 23. travnja 1987.   | datacube.com   |
| 68   | 23. travnja 1987.   | KAI.com        |
| 68   | 23. travnja 1987.   | TIC.com        |
| 68   | 23. travnja 1987.   | vine.com       |
| 72   | 30. travnja 1987.   | NCR.com        |
| 73   | 14. svibnja 1987.   | cisco.com      |
| 73   | 14. svibnja 1987.   | RDL.com        |
| 75   | 20. svibnja 1987.   | SLB.com        |
| 76   | 27. svibnja 1987.   | parcplace.com  |
| 76   | 27. svibnja 1987.   | UTC.com        |
| 78   | 26. lipnja 1987.    | IDE.com        |
| 79   | 9. srpnja 1987.     | TRW.com        |
| 80   | 13. srpnja 1987.    | unipress.com   |
| 81   | 27. srpnja 1987.    | dupont.com     |
| 81   | 27. srpnja 1987.    | lockheed.com   |
| 83   | 28. srpnja 1987.    | rosetta.com    |
| 84   | 18. kolovoza 1987.  | toad.com       |
| 85   | 31. kolovoza 1987.  | quick.com      |
| 86   | 3. rujna 1987.      | allied.com     |
| 86   | 3. rujna 1987.      | DSC.com        |
| 86   | 3. rujna 1987.      | SCO.com        |
| 89   | 22. rujna 1987.     | gene.com       |
| 89   | 22. rujna 1987.     | KCCS.com       |
| 89   | 22. rujna 1987.     | spectra.com    |
| 89   | 22. rujna 1987.     | WLK.com        |
| 93   | 30. rujna 1987.     | mentat.com     |
| 94   | 14. listopada 1987. | WYSE.com       |
| 95   | 2. studenog 1987.   | CFG.com        |
| 96   | 9. studenog 1987.   | marble.com     |
| 97   | 16. studenog 1987.  | cayman.com     |
| 97   | 16. studenog 1987.  | entity.com     |
| 99   | 24. studenog 1987.  | KSR.com        |
| 100  | 30. studenog 1987.  | NYNEXST.com    |

## Vanjske poveznice
- IANA .com whois information  Arhivirana inačica izvorne stranice od 17. svibnja 2008. (Wayback Machine)
- List of .com accredited registrars